# Axel Lindblad (metallurg)
Axel Rudolf Lindblad, född 23 april 1874 i Vånga församling, Östergötlands län, död 6 november 1944, var en svensk metallurg och industriman.
Lindblad genomgick Norrköpings tekniska elementarskola och innehade anställning i olika elektriska firmor 1901–1906. Han ledde i Ludvika 1906–1912 i samarbete med Otto Stålhane framgångsrika experiment 
med en masugn med elektrisk uppvärmning, vilket ledde till minskad åtgång av träkol vid framställning av tackjärn. Denna masugnstyp användes vid flera svenska järnverk men togs gradvis ur drift från 1930-talet och framåt. En viktig begränsning var att de inte kunde drivas med koks i stället för träkol som reduktionsmedel. Den sista togs ur drift 1964. Han uppfann vidare flera metoder för elektrisk framställning av olika metaller och metallegeringar.
Lindblad anlitades för flera offentliga utredningar, bland annat som ledamot av Statens krigsmaterielkommission (1917–1922) och Socialiseringsnämnden (från 1920) samt var överrevisor för statsarbetena (från 1922). Han var styrelseledamot i flera bolag och publicerade uppsatser rörande sina uppfinningar m.m. Tillsammans med Oscar Falkman författade han Bolidenföretaget: smältverket vid Rönnskär (om Rönnskärsverken, 1933).
Åren 1914–1917 tillhörde han Kopparbergs läns landsting och var ledamot av stadsfullmäktige i Djursholm, där han från 1917 var bosatt. År 1917 kreerades han av Uppsala universitet till filosofie hedersdoktor och blev 1919 ledamot av Ingenjörsvetenskapsakademien (IVA) samt 1938 ledamot av Vetenskapsakademien. Han tilldelades 1933 IVA:s stora guldmedalj med motiveringen för hans insats för tillgodogörande av Bolidenmalm, speciellt vid lösandet av de anriknings- och metallurgiska problem, som därvid förelåg.
Axel Lindblad är gravsatt på Djursholms begravningsplats.